# Faux mouvement (santé)
Pour les articles homonymes, voir Faux Mouvement (homonymie).
Un faux mouvement est un mouvement supposé incorrect ou inhabituel du corps (exemple : un faux pas) incriminé dans l'apparition d'une douleur.
Bien que faisant partie du langage courant, il ne s'agit pas d'un terme médical, d'ailleurs absent des dictionnaires de référence. Souvent incriminé comme la cause de l'apparition de lumbago, lombalgies, mal de dos, torticolis, douleurs intercostales, ce faux mouvement participe en fait des mouvements ordinaires de la vie quotidienne,.